# Amenza
L'amenza (latino amentia) è una grave sindrome psichica, caratterizzata da frammentazione massima dei contenuti di coscienza, il cui quadro può presentarsi nel corso di diverse forme psicopatologiche. Può essere rappresentata da un'intensa agitazione psicomotoria, incapacità di orientamento nello spazio e nel tempo, ansia, disturbi della memoria e idee deliranti; si può evidenziare con turpiloquio, grida immotivate, canti, stereotipie e reazioni di difesa paniche.
È stata considerata da Theodor Meynert come un quadro clinico a sé, conseguente a malattie infettive, intossicazioni, lesioni cerebrali o violente scosse emozionali.